# اولنا کولچیتسکا
اولنا کولچیتسکا (اوکراینی: Олена Кульчицька؛ ۱۸۷۷ – ۱۹۶۷) نقاش اهل اتریش-مجارستان بود.
وی همچنین برندهٔ جوایزی همچون نشان پرچم سرخ کار شده‌است.